# Gerd Wessig
Gerd Wessig (Lübz, 16 luglio 1959) è un ex altista tedesco, medaglia d'oro alle Olimpiadi di Mosca del 1980 ed ex detentore del record mondiale della specialità con la misura di 2,36 m.

## Biografia
Nato nella Repubblica Democratica Tedesca, figlio di insegnanti di educazione fisica, iniziò l'attività di salto in alto all'età di 16 anni distinguendosi l'anno successivo saltando oltre  i 2,06 metri .
Ammiratore di Rolf Beilschmidt,  e praticante della tecnica del salto Fosbury.
Gerd Wessig batté il primato mondiale di salto in alto superando i 2,36 m, gara disputata ai Giochi Olimpici di Mosca del 1980. Come atleta si cimentò anche nel decathlon: totalizzando al massimo 8015 punti

## Progressione
Fra i 18 ed i 20 anni la sua statura aumentò di oltre 20 cm il che contribuì non poco alla sua progressione:
- 1977: 2,13 metri;
- 1978: 2,19 metri;
- 1979: 2,21 metri.

## Caratteristiche fisiche
- altezza: metri 2,01;
- peso: kg. 88.